# Nell Craig

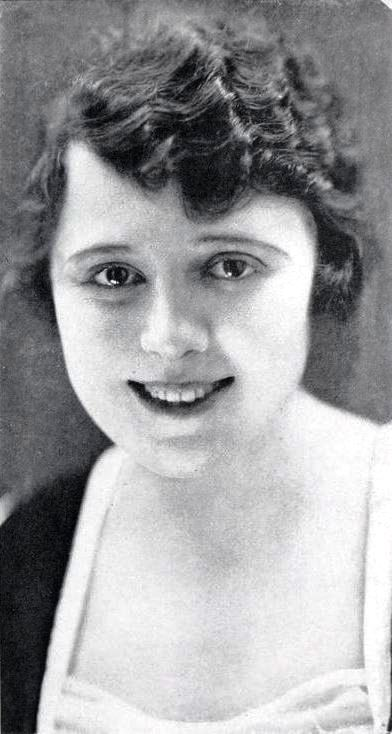
Nell Craig 1916

Nell Craig (* 13. Juni 1891 in Princeton, New Jersey, USA; † 5. Januar 1965 in Hollywood, Kalifornien, USA) war eine US-amerikanische Schauspielerin.

## Leben und Werk
Geboren in Princeton, New Jersey, wuchs Nell Craig in Philadelphia auf. Nach dem Abschluss am Pennington Seminary schloss sie sich der Theatergruppe um Henry Wilson Savage an. Danach arbeitete sie am Orpheum in Philadelphia. Ihre Filmkarriere startete sie bei der Lubin Manufacturing Company und wechselte dann zu Pathé. Ab 1913 trat sie in vielen Filmen von Essanay auf, meistens in Hauptrollen. Darunter waren auch Filme, bei denen ihr Ehemann Regie führte. 1915 und 1916 galt sie als Filmstar. Als Essanay 1917 wirtschaftliche Probleme bekam und die Filmproduktion stark begrenzte, wurde sie jedoch entlassen. In den 1920er Jahren erhielt sie zumeist nur noch Nebenrollen. So spielte sie zum Beispiel in The Dramatic Life of Abraham Lincoln Abraham Lincolns Ehefrau Mary Lincoln.
Mit dem Tonfilm wurde sie zu einer Charakterdarstellerin von kleineren Nebenfiguren, trat also zumeist in Rollen auf, die im Vorspann üblicherweise nicht erwähnt wurden. Solche Kurzauftritte hatte sie unter anderem auch in Filmen wie Pioniere des wilden Westens, Frisco-Express, Lebenskünstler, Teufelskerle, Zu heiß zum Anfassen, Der große Edison, Liebling, du hast dich verändert, Die Falschspielerin  oder Hemmungslose Liebe. Von 1938 bis 1947 machte sie sich noch einmal einen Namen durch ihre Rolle als Krankenschwester „Nosey“ Parker in der damals in den USA sehr beliebten Dr. Kildare / Dr. Gillespie Filmserie. Abgesehen von Lionel Barrymore war sie die Einzige, die in allen 15 Filmen der Serie zu sehen war. Ende der 1940er Jahre zog sie sich aus dem Filmgeschäft zurück.
Nell Craig war mit dem Regisseur und Romanautor (Pandora la Croix) Frederick Eugene Wright bis zu seinem Tod 1936 verheiratet. Ihre letzten Jahre verbrachte sie im Motion Picture & Television Country House and Hospital in Woodland Hills.
Synchronisiert wurde Nell Craig unter anderem von Helga Lehner und Alice Franz.

## Filmografie (Auswahl)
- 1913: The Battle of the Shiloh
- 1915: In the Palace of the King
- 1915: The Shanty at Trembling Hill
- 1916: The Breaker
- 1916: The War Bride of Plumville
- 1917: The Trufflers
- 1920: Passion’s Playground
- 1920: Her First Elopement
- 1921: The Queen of Sheba
- 1924: The Dramatic Life of Abraham Lincoln
- 1924: Der Boy aus Flandern (A Boy of Flanders)
- 1931: Pioniere des wilden Westens (Cimarron)
- 1933: Ganovenbraut (Hold Your Man)
- 1933: Herz zu verschenken (Beauty for Sale)
- 1933: Ich bin kein Engel (I’m No Angel)
- 1934: Zwei Herzen auf der Flucht (Fugitive Lovers)
- 1934: This Side of Heaven
- 1934: Men in White
- 1934: Geheimagent 13 (Operator 13)
- 1934: Harold Lloyd, der Strohmann (The Cat’s Paw)
- 1935: Goin’ to Town
- 1935: Mad Love
- 1935: Liebe im Handumdrehen (Hands Across the Table)
- 1936: Craig’s Wife
- 1936: Klondike Annie
- 1937: Paid to Dance
- 1937: Frisco-Express (Wells Fargo)
- 1938: The Big Broadcast of 1938
- 1938: Who Killed Gail Preston?
- 1938: There’s Always a Woman
- 1938: Tropic Holiday
- 1938: Lebenskünstler (You Can’t Take It with You)
- 1938: Teufelskerle (Boys Town)
- 1938: Zu heiß zum Anfassen (Too Hot to Handle)
- 1938: The Lady Objects
- 1938–1947: Dr. Kildare bzw. Dr. Gillespie-Filmreihe
  - 1938: Dr. Kildare: Sein erster Fall (Young Dr. Kildare)
  - 1939: Dr. Kildare: Unter Verdacht (Calling Dr. Kildare)
  - 1939: Dr. Kildare: Das Geheimnis (The Secret of Dr. Kildare)
  - 1940: Dr. Kildare: Auf Messers Schneide (Dr. Kildare’s Strange Case)
  - 1940: Dr. Kildare: Die Heimkehr (Dr. Kildare Goes Home)
  - 1940: Dr. Kildare: Verhängnisvolle Diagnose (Dr. Kildare’s Crisis)
  - 1941: Dr. Kildare: Vor Gericht (The People vs. Dr. Kildare)
  - 1941: Dr. Kildare: Der Hochzeitstag (Dr. Kildare’s Wedding Day)
  - 1942: Dr. Kildare’s Victory
  - 1942: Calling Dr. Gillespie
  - 1942: Dr. Gillespie’s New Assistant
  - 1943: Dr. Gillespie’s Criminal Case
  - 1944: Three Men in White
  - 1945: Between Two Women
  - 1947: Dark Delusion
- 1939: Homicide Bureau
- 1939: Sergeant Madden
- 1939: Our Leading Citizen
- 1939: Die Frauen (The Women)
- 1939: Dünner Mann, 3. Fall (Another Thin Man)
- 1939: Remember?
- 1940: I Take This Woman
- 1940: Der große Edison (Edison, the Man)
- 1940: Wundervolles Weihnachten (Beyond Tomorrow)
- 1940: Liebling, du hast dich verändert (I Love You Again)
- 1940: Der Draufgänger (Boom Town)
- 1941: Die Falschspielerin (The Lady Eve)
- 1941: New York Town
- 1941: Birth of the Blues
- 1942: Fly-by-Night
- 1942: Geliebte Spionin (My Favorite Blonde)
- 1942: Liebling, zum Diktat (Take a Letter, Darling)
- 1944: So ein Papa (Casanova Brown)
- 1946: Die große Lüge (A Stolen Life)
- 1947: Blaze of Noon
- 1947: Hemmungslose Liebe (Possessed)
- 1948: Here Comes Trouble